# Dianthus helveticorum
Dianthus helveticorum là loài thực vật có hoa thuộc họ Cẩm chướng. Loài này được M.Laínz mô tả khoa học đầu tiên năm 1985.